# آپر لا تانت
آپر لا تانت (به لاتین: Upper La Tante) یک منطقهٔ مسکونی در گرنادا است که در Saint David Parish, Grenada واقع شده‌است. آپر لا تانت  ۳۳ متر بالاتر از سطح دریا واقع شده‌است.